# Liste des joueurs de Waasland-Beveren
Cette liste reprend les 313 joueurs de football qui ont évolué au Waasland-Beveren (matricule 4068) depuis la fondation du club, sous toutes ses appellations :
- FC Red Star Haasdonk : de 1944 à 2002
- KFC Red Star Waasland : de 2002 à 2010
- Waasland-Beveren[note 1] : depuis 2010

ATTENTION : les anciens joueurs du KSK Beveren (matricule 2300) ne doivent PAS être ajoutés à cette liste mais à celle des joueurs du KSK Beveren.
Date de mise à jour des joueurs : 25 septembre 2018 et de leurs statistiques : 30 juin 2018
- Haut – A
- B
- C
- D
- E
- F
- G
- H
- I
- J
- K
- L
- M
- N
- O
- P
- Q
- R
- S
- T
- U
- V
- W
- X
- Y
- Z

## A
| Joueur             | Nationalité   | Position          | Date de naissance | Période(s) | Matches (dont D1) | Buts | Jaunes | Rouges |
| ------------------ | ------------- | ----------------- | ----------------- | ---------- | ----------------- | ---- | ------ | ------ |
| Rafidine Abdullah  | Comores       | Milieu de terrain | 15/01/1994        | 2018-...   | 0 (0)             | 0    | 0      | 0      |
| David Addy         | Ghana         | Défenseur         | 21/02/1990        | 2014-2015  | 28 (27)           | 0    | 2      | 1      |
| Rachid Aït-Atmane  | Algérie       | Milieu de terrain | 4/01/1993         | 2018       | 10 (10)           | 0    | 0      | 0      |
| Nana Opoku Ampomah | Ghana         | Milieu de terrain | 2/01/1996         | 2016-...   | 58 (54)           | 11   | 9      | 1      |
| Victorien Angban   | Côte d'Ivoire | Milieu de terrain | 29/09/1996        | 2017-2018  | 33 (31)           | 1    | 9      | 1      |
| Mohammed Aoulad    | Belgique      | Attaquant         | 29/08/1991        | 2013       | 1 (1)             | 0    | 0      | 0      |
| Kristof Arys       | Belgique      | Attaquant         | 27/06/1977        | 2005-2007  | 66 (0)            | 30   | 1      | 0      |

## B
| Joueur                 | Nationalité      | Position          | Date de naissance | Période(s)      | Matches (dont D1) | Buts | Jaunes | Rouges |
| ---------------------- | ---------------- | ----------------- | ----------------- | --------------- | ----------------- | ---- | ------ | ------ |
| Barak Badash           | Israël           | Attaquant         | 30/08/1982        | 2012-2013       | 20 (20)           | 8    | 0      | 0      |
| Beni Badibanga         | Belgique         | Milieu de terrain | 19/02/1996        | 2018-...        | 0 (0)             | 0    | 0      | 0      |
| Steven Baert           | Belgique         | Défenseur         | 1/02/1979         | 2000-2002       | 28 (0)            | 1    | 0      | 1      |
| Soeris Baidjoe         | Pays-Bas         | Attaquant         | 9/10/1981         | 2006-2007       | 1 (0)             | 0    | 0      | 0      |
| Elio Balbi             | Belgique         | Défenseur         | 23/03/1988        | 2006-2008       | 1 (0)             | 0    | 0      | 0      |
| Amido Baldé            | Guinée-Bissau    | Attaquant         | 16/05/1991        | 2014            | 15 (14)           | 1    | 1      | 0      |
| Karim Belhocine        | France           | Milieu de terrain | 2/04/1978         | 2012-2014       | 21 (21)           | 1    | 3      | 0      |
| Frederik Bettens       | Belgique         | Gardien de but    | 6/06/1991         | 2007-2009       | 2 (0)             | 0    | 0      | 0      |
| Djihad Bizimana        | Rwanda           | Milieu de terrain | 12/12/1996        | 2018-...        | 0 (0)             | 0    | 0      | 0      |
| Siebe Blondelle        | Belgique         | Défenseur         | 20/04/1986        | 2012-2015       | 54 (53)           | 2    | 13     | 2      |
| Mijuško Bojović        | Monténégro       | Défenseur         | 9/08/1988         | 2013-2015       | 34 (34)           | 2    | 3      | 1      |
| Aleksandar Boljević    | Monténégro       | Milieu de terrain | 12/12/1995        | 2016-...        | 70 (65)           | 3    | 12     | 0      |
| Kevin Borlée           | Belgique         | Défenseur         | 28/09/1983        | 2005-2008       | 76 (0)            | 5    | 11     | 1      |
| Kjetil Borry           | Belgique         | Défenseur         | 16/08/1994        | 2016-2017       | 1 (1)             | 1    | 0      | 0      |
| Christian Bouckenooghe | Nouvelle-Zélande | Défenseur         | 7/02/1977         | 2006-2008       | 30 (0)            | 2    | 7      | 0      |
| Rachid Bourabia        | Maroc            | Milieu de terrain | 22/03/1985        | 2007-2011, 2015 | 106 (7)           | 24   | 6      | 1      |
| Anouar Bou-Sfia        | Belgique         | Milieu de terrain | 19/11/1982        | 2005-2012       | 145 (0)           | 3    | 35     | 3      |
| Davy Bracke            | Belgique         | ?                 | ?                 | 2003-2004       | 0 (0)             | 0    | 0      | 0      |
| Thomas Broeckaert      | Belgique         | Défenseur         | 30/03/1984        | 2003-2005       | 12 (0)            | 1    | 1      | 0      |
| Jonathan Buatu         | Angola           | Défenseur         | 27/09/1993        | 2015-2018       | 80 (76)           | 3    | 6      | 2      |
| Kevin Budts            | Belgique         | Défenseur         | 27/11/1977        | 2002-2004       | 29 (0)            | 1    | 1      | 1      |

## C
| Joueur               | Nationalité  | Position          | Date de naissance | Période(s) | Matches (dont D1) | Buts | Jaunes | Rouges |
| -------------------- | ------------ | ----------------- | ----------------- | ---------- | ----------------- | ---- | ------ | ------ |
| Hrvoje Čale          | Croatie      | Défenseur         | 4/03/1985         | 2013-2015  | 46 (46)           | 0    | 7      | 1      |
| Rudy Camacho         | France       | Défenseur         | 5/03/1991         | 2016-2018  | 67 (62)           | 4    | 17     | 3      |
| Miguel Capilla       | Espagne      | Attaquant         | 22/12/1977        | 2002-2003  | 28 (0)            | 6    | 0      | 0      |
| Maximiliano Caufriez | Belgique     | Défenseur         | 16/02/1997        | 2015-...   | 34 (33)           | 1    | 12     | 0      |
| Jürgen Cavens        | Belgique     | Attaquant         | 19/08/1978        | 2012-2013  | 38 (20)           | 8    | 3      | 0      |
| Alessandro Cerigioni | Belgique     | Attaquant         | 30/09/1992        | 2016-2018  | 30 (30)           | 3    | 6      | 0      |
| Ousseynou Cissé      | Mali         | Milieu de terrain | 7/04/1991         | 2016       | 12 (12)           | 1    | 1      | 0      |
| Michaël Clepkens     | Belgique     | Gardien de but    | 30/01/1986        | 2010-2013  | 72 (12)           | 0    | 1      | 1      |
| Steven Cohen         | France       | Milieu de terrain | 27/02/1986        | 2012       | 0 (0)             | 0    | 0      | 0      |
| Ibrahima Conté       | Guinée       | Milieu de terrain | 3/04/1991         | 2017       | 5 (5)             | 0    | 0      | 1      |
| Julius Conteh        | Sierra Leone | Milieu de terrain | 5/08/1979         | 2003-2004  | 28 (0)            | 6    | 1      | 0      |
| Jens Cools           | Belgique     | Milieu de terrain | 16/10/1990        | 2016-2018  | 51 (49)           | 5    | 6      | 0      |
| Colin Coosemans      | Belgique     | Gardien de but    | 3/08/1992         | 2012-2015  | 55 (55)           | 0    | 5      | 0      |
| Wouter Corstjens     | Belgique     | Défenseur         | 13/02/1987        | 2014-2015  | 23 (23)           | 2    | 5      | 0      |
| Gary Coulibaly       | France       | Milieu de terrain | 30/03/1986        | 2015-2016  | 33 (31)           | 0    | 7      | 0      |
| Pieter Crabeels      | Belgique     | Défenseur         | 30/11/1982        | 2008-2010  | 57 (0)            | 2    | 7      | 4      |
| Daniel Cruz          | Colombie     | Milieu de terrain | 9/05/1981         | 2012-2013  | 0 (0)             | 0    | 0      | 0      |
| Stjepan Cvitkovic    | France       | Défenseur         | 15/03/1982        | 2007-2008  | 26 (0)            | 2    | 2      | 1      |

## D
| Joueur               | Nationalité | Position          | Date de naissance | Période(s)           | Matches (dont D1) | Buts | Jaunes | Rouges |
| -------------------- | ----------- | ----------------- | ----------------- | -------------------- | ----------------- | ---- | ------ | ------ |
| Augusto Da Silva     | Brésil      | Attaquant         | 17/11/1983        | 2011-2013            | 25 (0)            | 3    | 2      | 0      |
| Julien de Araujo     | France      | Attaquant         | 9/03/1987         | 2009-2010            | 18 (0)            | 0    | 0      | 1      |
| Bart De Backer       | Belgique    | ?                 | 27/06/1974        | 2000-2001            | 25 (0)            | 0    | 1      | 0      |
| Sander De Batselier  | Belgique    | ?                 | 18/06/1988        | 2006-2007            | 0 (0)             | 0    | 0      | 0      |
| Dylan De Belder      | Belgique    | Attaquant         | 3/04/1992         | 2014-2015            | 3 (3)             | 0    | 0      | 0      |
| Jelle De Bock        | Belgique    | Défenseur         | 4/05/1988         | 2006-2007            | 15 (0)            | 0    | 2      | 1      |
| Christof De Breucker | Belgique    | ?                 | 19/01/1984        | 2004-2005            | 0 (0)             | 0    | 0      | 0      |
| Franky De Bruyn      | Belgique    | ?                 | 6/05/1969         | 2000-2001            | 24 (0)            | 0    | 3      | 0      |
| Thomas De Clercq     | Belgique    | ?                 | 12/10/1983        | 2002-2004            | 21 (0)            | 2    | 0      | 0      |
| Sven De Doncker      | Belgique    | ?                 | 28/10/1975        | 2002-2003            | 20 (0)            | 0    | 1      | 2      |
| Erik De Geest        | Belgique    | ?                 | 20/02/1975        | 2000-2002            | 17 (0)            | 1    | 3      | 0      |
| Johan De Grave       | Belgique    | ?                 | 17/04/1979        | 2000-2001            | 5 (0)             | 0    | 0      | 0      |
| Kurt De Jonghe       | Belgique    | ?                 | 3/05/1974         | 2000-2001            | 25 (0)            | 6    | 1      | 0      |
| Margino De Kerf      | Belgique    | ?                 | 18/05/1968        | 2000-2002            | 36 (0)            | 5    | 4      | 0      |
| Bart De Koning       | Belgique    | ?                 | 6/08/1982         | 2001-2004            | 44 (0)            | 3    | 2      | 0      |
| James De Ly          | Belgique    | ?                 | 29/10/1984        | 2004-2005            | 5 (0)             | 0    | 0      | 0      |
| Michaël De Meyst     | Belgique    | ?                 | 1/09/1975         | 2001-2005            | 85 (0)            | 3    | 12     | 0      |
| Niels De Pauw        | Belgique    | Défenseur         | 19/01/1996        | 2015                 | 6 (6)             | 0    | 0      | 0      |
| Chris De Prijcker    | Belgique    | ?                 | 27/03/1969        | 2000-2001            | 22 (0)            | 1    | 3      | 0      |
| Jean-Paul De Ruyte   | Belgique    | ?                 | 18/02/1982        | 2000-2001            | 0 (0)             | 0    | 0      | 0      |
| Niels De Schutter    | Belgique    | Défenseur         | 8/08/1988         | 2016-...             | 24 (23)           | 0    | 8      | 1      |
| Stefaan De Smet      | Belgique    | Défenseur         | 3/04/1969         | 2000-2002            | 48 (0)            | 11   | 5      | 1      |
| Stijn De Smet        | Belgique    | Milieu de terrain | 24/10/1985        | 2013                 | 0 (0)             | 0    | 0      | 0      |
| Bjorn De Wilde       | Belgique    | Attaquant         | 1/05/1979         | 2009-2011            | 23 (0)            | 10   | 2      | 1      |
| Kristof De Witte     | Belgique    | Défenseur         | 11/06/1979        | 2000-2007            | 188 (0)           | 22   | 10     | 0      |
| Kevin Debaty         | Belgique    | Gardien de but    | 12/06/1989        | 2018-...             | 0 (0)             | 0    | 0      | 0      |
| Branny Deck          | Belgique    | ?                 | 26/10/1983        | 2001-2002, 2003-2004 | 0 (0)             | 0    | 0      | 0      |
| Daimy Deflem         | Belgique    | Attaquant         | 4/05/1994         | 2014-2015            | 5 (5)             | 0    | 1      | 0      |
| Thys Delanghe        | Belgique    | ?                 | 8/10/1987         | 2006-2008            | 4 (0)             | 0    | 0      | 0      |
| Erdin Demir          | Suède       | Défenseur         | 27/03/1990        | 2015-2018            | 103 (97)          | 1    | 9      | 0      |
| Róbert Demjan        | Slovaquie   | Attaquant         | 26/10/1982        | 2013-2014            | 27 (27)           | 2    | 0      | 0      |
| Steven Depauw        | Belgique    | Défenseur         | 17/05/1982        | 2009-2011            | 17 (0)            | 0    | 2      | 0      |
| Bjorn Derycke        | Belgique    | Attaquant         | 24/07/1979        | 2005-2006            | 31 (0)            | 7    | 6      | 0      |
| David Destorme       | Belgique    | Attaquant         | 30/08/1979        | 2014-2016            | 32 (31)           | 5    | 1      | 2      |
| Aaron Dhondt         | Belgique    | Attaquant         | 18/12/1995        | 2016-2017            | 11 (11)           | 0    | 0      | 0      |
| Ibrahima Diallo      | Guinée      | Défenseur         | 16/09/1985        | 2011-2012            | 22 (0)            | 0    | 3      | 2      |
| Sébastien Didier     | France      | Attaquant         | 11/07/1984        | 2011-2013            | 17 (0)            | 4    | 0      | 0      |
| Tuur Dierckx         | Belgique    | Milieu de terrain | 9/05/1995         | 2017-...             | 23 (20)           | 3    | 1      | 0      |
| Kassim Doumbia       | Sénégal     | Défenseur         | 6/10/1990         | 2011-2014            | 43 (16)           | 2    | 2      | 0      |
| Jeroen Driesen       | Belgique    | ?                 | 1/06/1982         | 2004-2005            | 0 (0)             | 0    | 0      | 0      |
| Sébastien Dufoor     | Belgique    | Attaquant         | 7/07/1981         | 2002-2005            | 78 (0)            | 22   | 12     | 0      |
| Cédric D'Ulivo       | France      | Défenseur         | 29/08/1989        | 2012-2015            | 43 (43)           | 0    | 11     | 0      |
| Thomas Dupont        | Belgique    | Attaquant         | 12/07/1980        | 2005-2007            | 33 (0)            | 4    | 1      | 0      |
| David Duquet         | Belgique    | ?                 | 26/10/1970        | 2000-2001            | 0 (0)             | 0    | 0      | 0      |
| Jens Dyck            | Belgique    | Attaquant         | 5/03/1990         | 2009-2010            | 1 (0)             | 0    | 0      | 0      |

## E
| Joueur           | Nationalité | Position          | Date de naissance | Période(s) | Matches (dont D1) | Buts | Jaunes | Rouges |
| ---------------- | ----------- | ----------------- | ----------------- | ---------- | ----------------- | ---- | ------ | ------ |
| Aziz El Khanchaf | France      | Attaquant         | 25/08/1977        | 2007-2009  | 61 (0)            | 11   | 1      | 1      |
| Bobsam Elejiko   | Nigeria     | Défenseur         | 18/08/1981        | 2009-2010  | 3 (0)             | 0    | 0      | 0      |
| Renaud Emond     | Belgique    | Attaquant         | 5/12/1991         | 2013-2015  | 56 (56)           | 19   | 2      | 0      |
| Emre Erciyas     | Belgique    | Milieu de terrain | 3/10/1996         | 2015-2016  | 0 (0)             | 0    | 0      | 0      |

## F
| Joueur          | Nationalité | Position          | Date de naissance | Période(s) | Matches (dont D1) | Buts | Jaunes | Rouges |
| --------------- | ----------- | ----------------- | ----------------- | ---------- | ----------------- | ---- | ------ | ------ |
| Rachid Farssi   | Maroc       | Milieu de terrain | 15/01/1985        | 2012-2013  | 0 (0)             | 0    | 0      | 0      |
| Thierry Flies   | Belgique    | Attaquant         | 19/12/1977        | 2006-2008  | 46 (0)            | 15   | 2      | 0      |
| Francesco Forte | Italie      | Attaquant         | 1/05/1993         | 2018-...   | 0 (0)             | 0    | 0      | 0      |
| Daam Foulon     | Belgique    | Défenseur         | 23/03/1999        | 2018-...   | 4 (4)             | 0    | 2      | 0      |
| Jyrki Franssens | Belgique    | ?                 | 28/09/1990        | 2008-2010  | 0 (0)             | 0    | 0      | 0      |

## G
| Joueur               | Nationalité | Position          | Date de naissance | Période(s) | Matches (dont D1) | Buts | Jaunes | Rouges |
| -------------------- | ----------- | ----------------- | ----------------- | ---------- | ----------------- | ---- | ------ | ------ |
| Reuben Gabriel       | Nigeria     | Milieu de terrain | 25/09/1990        | 2014       | 5 (5)             | 0    | 0      | 1      |
| Alexis Gamboa        | Costa Rica  | Défenseur         | 20/03/1999        | 2018-...   | 0 (0)             | 0    | 0      | 0      |
| Zinho Gano           | Belgique    | Attaquant         | 13/10/1993        | 2015-2017  | 76 (73)           | 26   | 11     | 0      |
| Johan Geeraerts      | Belgique    | Milieu de terrain | 18/06/1973        | 2001-2003  | 52 (0)            | 13   | 9      | 0      |
| Matthias Geldof      | Belgique    | Milieu de terrain | 9/10/1985         | 2005-2007  | 34 (0)            | 0    | 1      | 0      |
| Rami Gershon         | Israël      | Défenseur         | 12/08/1988        | 2013-2014  | 18 (18)           | 1    | 0      | 0      |
| Mohammad Ghadir      | Israël      | Attaquant         | 21/01/1991        | 2012-2013  | 5 (5)             | 0    | 0      | 0      |
| Merveille Goblet     | Belgique    | Gardien de but    | 20/11/1994        | 2015-2018  | 43 (41)           | 0    | 4      | 0      |
| Nicolas Godemèche    | France      | Milieu de terrain | 22/06/1984        | 2013-2015  | 20 (20)           | 0    | 6      | 0      |
| Kristof Goessens     | Belgique    | Milieu de terrain | 13/10/1985        | 2010-2011  | 2 (0)             | 0    | 0      | 0      |
| Silvino Gomes Soares | Cap-Vert    | Attaquant         | 10/07/1978        | 2007-2009  | 67 (0)            | 11   | 5      | 1      |
| Harrie Gommans       | Pays-Bas    | Attaquant         | 20/02/1983        | 2010-2011  | 22 (0)            | 6    | 2      | 0      |

## H
| Joueur           | Nationalité | Position          | Date de naissance | Période(s) | Matches (dont D1) | Buts | Jaunes | Rouges |
| ---------------- | ----------- | ----------------- | ----------------- | ---------- | ----------------- | ---- | ------ | ------ |
| Kevin Hebbelinck | Belgique    | Attaquant         | 8/09/1996         | 2014-2016  | 1 (0)             | 0    | 1      | 0      |
| Rory Hegelmeers  | Belgique    | Milieu de terrain | 4/04/1983         | 2004-2005  | 31 (0)            | 5    | 2      | 0      |
| Robin Henkens    | Belgique    | Milieu de terrain | 12/09/1988        | 2013-2015  | 58 (57)           | 4    | 13     | 0      |
| Laurent Henkinet | Belgique    | Gardien de but    | 14/09/1992        | 2015-2016  | 23 (22)           | 0    | 0      | 0      |
| Jonas Heuvinck   | Belgique    | Défenseur         | 11/01/1989        | 2007-2010  | 3 (0)             | 0    | 1      | 0      |
| Daan Heymans     | Belgique    | Milieu de terrain | 15/06/1999        | 2018-...   | 0 (0)             | 0    | 0      | 0      |
| Tom Hofman       | Belgique    | Gardien de but    | 31/08/1972        | 2003-2008  | 123 (0)           | 0    | 4      | 0      |
| Ken Houtcome     | Belgique    | ?                 | 14/02/1985        | 2004-2005  | 0 (0)             | 0    | 0      | 0      |
| David Hubert     | Belgique    | Milieu de terrain | 12/02/1988        | 2014-2015  | 23 (22)           | 1    | 7      | 0      |

## I
| Joueur        | Nationalité | Position  | Date de naissance | Période(s) | Matches (dont D1) | Buts | Jaunes | Rouges |
| ------------- | ----------- | --------- | ----------------- | ---------- | ----------------- | ---- | ------ | ------ |
| Arthur Irawan | Indonésie   | Défenseur | 3/03/1993         | 2014-2016  | 1 (1)             | 0    | 0      | 0      |
| Jonas Ivens   | Belgique    | Défenseur | 14/10/1984        | 2013       | 0 (0)             | 0    | 0      | 0      |

## J
| Joueur           | Nationalité | Position          | Date de naissance | Période(s) | Matches (dont D1) | Buts | Jaunes | Rouges |
| ---------------- | ----------- | ----------------- | ----------------- | ---------- | ----------------- | ---- | ------ | ------ |
| Ringo Jacobs     | Belgique    | Milieu de terrain | 20/02/1981        | 2005-2006  | 24 (0)            | 0    | 8      | 0      |
| Steven Jacobs    | Belgique    | Milieu de terrain | 6/06/1987         | 2010-2011  | 31 (0)            | 2    | 7      | 2      |
| Laurent Jans     | Luxembourg  | Défenseur         | 5/08/1992         | 2015-2018  | 108 (101)         | 3    | 7      | 1      |
| Mathias Janssens | Belgique    | Gardien de but    | 9/03/1998         | 2018-...   | 0 (0)             | 0    | 0      | 0      |
| Žarko Jeličić    | Serbie      | Milieu de terrain | 12/10/1983        | 2010-2011  | 9 (0)             | 0    | 2      | 0      |
| Bilal Jellal     | Maroc       | Milieu de terrain | 28/03/1996        | 2015-2016  | 0 (0)             | 0    | 0      | 0      |
| Michiel Joris    | Belgique    | ?                 | 14/11/1988        | 2007-2009  | 1 (0)             | 0    | 0      | 0      |
| Denzel Jubitana  | Belgique    | Milieu de terrain | 30/11/1999        | 2018-...   | 0 (0)             | 0    | 0      | 0      |

## K
| Joueur               | Nationalité                      | Position          | Date de naissance | Période(s) | Matches (dont D1) | Buts | Jaunes | Rouges |
| -------------------- | -------------------------------- | ----------------- | ----------------- | ---------- | ----------------- | ---- | ------ | ------ |
| Sidney Kargbo        | Sierra Leone                     | Défenseur         | 1/01/1986         | 2009-2010  | 1 (0)             | 0    | 0      | 0      |
| Aboubacar Keita      | Sénégal                          | ?                 | 6/03/1981         | 2002-2008  | 144 (0)           | 27   | 5      | 0      |
| Paul Keita           | Sénégal                          | Milieu de terrain | 23/06/1992        | 2018-...   | 0 (0)             | 0    | 0      | 0      |
| Kevin Kempeneer      | Belgique                         | Gardien de but    | 22/02/1987        | 2008-2010  | 9 (0)             | 0    | 0      | 0      |
| Jean-Paul Kielo-Lezi | République démocratique du Congo | Attaquant         | 4/05/1984         | 2009-2012  | 86 (0)            | 24   | 6      | 2      |
| László Köteles       | Hongrie                          | Gardien de but    | 1/09/1984         | 2016-2017  | 24 (22)           | 0    | 5      | 0      |
| Alexis Kubilskis     | Belgique                         | Milieu de terrain | 10/12/1986        | 2007-2008  | 12 (0)            | 1    | 0      | 0      |
| Gyamfi Kyeremeh      | Belgique                         | Attaquant         | 9/03/1995         | 2014-2015  | 2 (1)             | 0    | 0      | 0      |

## L
| Joueur               | Nationalité | Position          | Date de naissance | Période(s)      | Matches (dont D1) | Buts | Jaunes | Rouges |
| -------------------- | ----------- | ----------------- | ----------------- | --------------- | ----------------- | ---- | ------ | ------ |
| Jean-Pierre La Placa | Suisse      | Attaquant         | 15/06/1973        | 2004-2005       | 15 (0)            | 0    | 2      | 0      |
| Benoît Ladrière      | Belgique    | Milieu de terrain | 27/04/1987        | 2012-2013       | 22 (22)           | 0    | 0      | 0      |
| Steeven Langil       | France      | Milieu de terrain | 4/03/1988         | 2015-2016, 2017 | 51 (49)           | 8    | 9      | 0      |
| Kristof Lardenoit    | Belgique    | Défenseur         | 8/07/1983         | 2010-2013       | 65 (0)            | 0    | 5      | 1      |
| Fayçal Lebbihi       | France      | Milieu de terrain | 6/04/1989         | 2013-2014       | 15 (15)           | 1    | 0      | 0      |
| Glenn Leemans        | Belgique    | Défenseur         | 12/02/1986        | 2015-2016       | 0 (0)             | 0    | 0      | 0      |
| Kevin Leemans        | Belgique    | ?                 | 18/08/1982        | 2005-2006       | 28 (0)            | 0    | 1      | 0      |
| Raf Lenaerts         | Belgique    | ?                 | 17/04/1985        | 2004-2005       | 2 (0)             | 1    | 0      | 0      |
| Christophe Lepoint   | Belgique    | Milieu de terrain | 24/10/1984        | 2012            | 0 (0)             | 0    | 0      | 0      |
| Davino Liessens      | Belgique    | Milieu de terrain | 8/04/1999         | 2017-...        | 0 (0)             | 0    | 0      | 0      |
| Karlo Lulić          | Croatie     | Milieu de terrain | 10/05/1996        | 2018-...        | 0 (0)             | 0    | 0      | 0      |
| Tortol Lumanza       | Belgique    | Milieu de terrain | 13/04/1994        | 2018-...        | 7 (6)             | 0    | 0      | 0      |
| Alec Luyckx          | Belgique    | Milieu de terrain | 19/05/1995        | 2013-2015       | 8 (8)             | 0    | 2      | 0      |

## M
| Joueur             | Nationalité        | Position          | Date de naissance | Période(s) | Matches (dont D1) | Buts | Jaunes | Rouges |
| ------------------ | ------------------ | ----------------- | ----------------- | ---------- | ----------------- | ---- | ------ | ------ |
| Christof Maes      | Belgique           | Attaquant         | 20/08/1985        | 2003-2005  | 31 (0)            | 2    | 0      | 0      |
| Frank Magerman     | Belgique           | Milieu de terrain | 9/11/1977         | 2005-2007  | 37 (0)            | 3    | 8      | 1      |
| Hanan Maman        | Israël             | Milieu de terrain | 28/08/1989        | 2013-2014  | 12 (12)           | 0    | 2      | 0      |
| Kristof Mannaert   | Belgique           | Milieu de terrain | 11/12/1977        | 2001-2004  | 81 (0)            | 14   | 9      | 3      |
| Miloš Marić        | Serbie             | Milieu de terrain | 5/03/1982         | 2013-2016  | 81 (80)           | 5    | 17     | 2      |
| François Marquet   | Belgique           | Milieu de terrain | 17/04/1995        | 2016-2018  | 25 (23)           | 2    | 3      | 0      |
| Gertjan Martens    | Belgique           | Défenseur         | 20/09/1988        | 2012-2013  | 0 (0)             | 0    | 0      | 0      |
| Carl Massagie      | Belgique           | Défenseur         | 6/03/1965         | 2000-2001  | 27 (0)            | 6    | 4      | 1      |
| Willem Massoels    | Belgique           | Milieu de terrain | 28/03/1986        | 2005-2006  | 0 (0)             | 0    | 0      | 0      |
| Milan Massop       | Pays-Bas           | Défenseur         | 1/12/1993         | 2018-...   | 0 (0)             | 0    | 0      | 0      |
| Jan Masureel       | Belgique           | Défenseur         | 6/09/1981         | 2008-2012  | 123 (0)           | 2    | 34     | 4      |
| Dirk Mathyssen     | Belgique           | Milieu de terrain | 11/10/1988        | 2006-2009  | 84 (0)            | 10   | 10     | 1      |
| Chimezie Mbah      | Nigeria            | Défenseur         | 10/11/1992        | 2013       | 0 (0)             | 0    | 0      | 0      |
| Jurgen Meeusen     | Belgique           | ?                 | 15/05/1976        | 2000-2005  | 163 (0)           | 74   | 5      | 0      |
| Alain-Pierre Mendy | Sénégal            | Milieu de terrain | 17/11/1989        | 2012-2013  | 0 (0)             | 0    | 0      | 0      |
| Julian Michel      | France             | Milieu de terrain | 19/02/1992        | 2016-2017  | 26 (25)           | 0    | 3      | 0      |
| Tom Michot         | Belgique           | Défenseur         | 17/01/1997        | 2013-2015  | 1 (1)             | 0    | 0      | 0      |
| Deni Milošević     | Bosnie-Herzégovine | Milieu de terrain | 9/03/1995         | 2015-2016  | 24 (23)           | 4    | 1      | 0      |
| Ryan Mmaee         | Maroc              | Défenseur         | 1/11/1997         | 2017-2018  | 20 (18)           | 1    | 1      | 0      |
| Valtteri Moren     | Finlande           | Défenseur         | 15/06/1991        | 2015-...   | 55 (50)           | 1    | 4      | 0      |
| Ryota Morioka      | Japon              | Milieu de terrain | 12/04/1991        | 2017       | 27 (24)           | 9    | 1      | 0      |
| Thibault Moulin    | France             | Milieu de terrain | 13/01/1990        | 2015-2016  | 33 (31)           | 4    | 8      | 1      |
| Zakaria M'Sila     | Maroc              | Milieu de terrain | 6/04/1992         | 2014-...   | 22 (20)           | 2    | 2      | 0      |
| Olivier Myny       | Belgique           | Milieu de terrain | 10/11/1994        | 2015-2018  | 92 (86)           | 9    | 17     | 0      |

## N
| Joueur             | Nationalité | Position          | Date de naissance | Période(s) | Matches (dont D1) | Buts | Jaunes | Rouges |
| ------------------ | ----------- | ----------------- | ----------------- | ---------- | ----------------- | ---- | ------ | ------ |
| Livio Nabab        | France      | Attaquant         | 14/06/1988        | 2015-2016  | 21 (20)           | 2    | 2      | 0      |
| Dugary Ndabashinze | Burundi     | Milieu de terrain | 8/10/1989         | 2012-2013  | 0 (0)             | 0    | 0      | 0      |
| Lamine Ndao        | Sénégal     | Attaquant         | 19/12/1994        | 2018-...   | 0 (0)             | 0    | 0      | 0      |
| Cherif Ndiaye      | Sénégal     | Attaquant         | 23/01/1996        | 2017-...   | 12 (12)           | 1    | 2      | 0      |
| Enzo Neve          | Belgique    | Milieu de terrain | 13/08/1987        | 2008-2011  | 77 (0)            | 5    | 4      | 1      |
| Anders Nielsen     | Danemark    | Attaquant         | 6/12/1970         | 2004-2005  | 32 (0)            | 4    | 0      | 0      |
| Maxim Nys          | Belgique    | Défenseur         | 28/10/1996        | 2016-2018  | 6 (6)             | 0    | 0      | 0      |

## O
| Joueur             | Nationalité | Position          | Date de naissance | Période(s)           | Matches (dont D1) | Buts | Jaunes | Rouges |
| ------------------ | ----------- | ----------------- | ----------------- | -------------------- | ----------------- | ---- | ------ | ------ |
| Hervé Ndjana Onana | Cameroun    | Attaquant         | 1/06/1987         | 2007-2009, 2011-2012 | 99 (0)            | 46   | 8      | 0      |
| Brian Oppong       | Belgique    | Défenseur         | 15/08/1995        | 2014-2015            | 0 (0)             | 0    | 0      | 0      |
| Nicolas Orye       | Belgique    | Attaquant         | 31/08/1998        | 2016                 | 0 (0)             | 0    | 0      | 0      |
| Kevin Osei         | France      | Milieu de terrain | 26/03/1991        | 2014-2015            | 0 (0)             | 0    | 0      | 0      |
| Kris Ottoy         | Belgique    | Gardien de but    | 17/07/1984        | 2004-2006            | 19 (0)            | 0    | 0      | 0      |
| Aboubakar Oumarou  | Cameroun    | Attaquant         | 4/01/1987         | 2013-2015            | 39 (39)           | 3    | 1      | 1      |

## P
| Joueur               | Nationalité                      | Position          | Date de naissance | Période(s) | Matches (dont D1) | Buts | Jaunes | Rouges |
| -------------------- | -------------------------------- | ----------------- | ----------------- | ---------- | ----------------- | ---- | ------ | ------ |
| Laurens Paulussen    | Belgique                         | Milieu de terrain | 19/07/1990        | 2009-2012  | 85 (0)            | 7    | 6      | 1      |
| Gert Peelman         | Belgique                         | Attaquant         | 26/08/1975        | 2004-2005  | 0 (0)             | 0    | 0      | 0      |
| Luc Peersman         | Belgique                         | Défenseur         | 28/01/1969        | 2000-2001  | 21 (0)            | 0    | 3      | 1      |
| Davy Peirsman        | Belgique                         | ?                 | 13/08/1979        | 2000-2002  | 31 (0)            | 0    | 2      | 0      |
| Fesquet Penga-Ilenga | République démocratique du Congo | Attaquant         | 18/11/1987        | 2010-2011  | 12 (0)            | 1    | 0      | 0      |
| Kevin Piessens       | Belgique                         | ?                 | 23/02/1981        | 2000-2001  | 0 (0)             | 0    | 0      | 0      |
| Vito Plut            | Slovénie                         | Attaquant         | 8/07/1988         | 2012-2013  | 0 (0)             | 0    | 0      | 0      |
| Beau Ponnet          | Belgique                         | Milieu de terrain | 20/07/1999        | 2017-2018  | 0 (0)             | 0    | 0      | 0      |
| Jerry Poorters       | Belgique                         | ?                 | 9/10/1978         | 2003-2006  | 73 (0)            | 6    | 11     | 0      |

## R
| Joueur                   | Nationalité | Position          | Date de naissance | Période(s) | Matches (dont D1) | Buts | Jaunes | Rouges |
| ------------------------ | ----------- | ----------------- | ----------------- | ---------- | ----------------- | ---- | ------ | ------ |
| Nordine Rachid           | Belgique    | ?                 | 30/11/1985        | 2007-2008  | 10 (0)            | 0    | 1      | 0      |
| Tomasz Radzinski         | Canada      | Attaquant         | 14/12/1973        | 2011-2012  | 9 (0)             | 6    | 0      | 0      |
| Wim Raymaekers           | Belgique    | Défenseur         | 4/04/1985         | 2009-2010  | 31 (0)            | 1    | 9      | 0      |
| Jordan Remacle           | Belgique    | Milieu de terrain | 14/02/1987        | 2013       | 0 (0)             | 0    | 0      | 0      |
| Tim Renier               | Belgique    | Gardien de but    | 22/02/1986        | 2004-2005  | 0 (0)             | 0    | 0      | 0      |
| Cédric Rey               | France      | Défenseur         | 25/08/1984        | 2007-2008  | 30 (0)            | 0    | 5      | 1      |
| Robson Severino da Silva | Brésil      | Défenseur         | 10/07/1983        | 2014-2015  | 31 (30)           | 3    | 9      | 0      |
| Leandro Rodríguez        | Uruguay     | Attaquant         | 19/11/1992        | 2017       | 0 (0)             | 0    | 0      | 0      |
| Davy Roef                | Belgique    | Gardien de but    | 6/02/1994         | 2017-...   | 33 (30)           | 0    | 0      | 0      |
| Benny Rogiest            | Belgique    | Gardien de but    | 18/05/1995        | 2014-2015  | 0 (0)             | 0    | 0      | 0      |
| Daniel Romero            | Belgique    | ?                 | 12/01/1979        | 2001-2002  | 11 (0)            | 0    | 2      | 0      |
| Jonny Rowell             | Angleterre  | Milieu de terrain | 10/09/1989        | 2011-2015  | 30 (29)           | 1    | 7      | 2      |
| Thomas Ruys              | Belgique    | ?                 | 10/11/1979        | 2002-2004  | 28 (0)            | 1    | 3      | 0      |

## S
| Joueur                  | Nationalité | Position          | Date de naissance | Période(s) | Matches (dont D1) | Buts | Jaunes | Rouges |
| ----------------------- | ----------- | ----------------- | ----------------- | ---------- | ----------------- | ---- | ------ | ------ |
| Drilon Sadiku           | Belgique    | Milieu de terrain | 27/05/2000        | 2017-...   | 0 (0)             | 0    | 0      | 0      |
| Tobias Salquist         | Danemark    | Défenseur         | 18/05/1995        | 2018-...   | 0 (0)             | 0    | 0      | 0      |
| Jeffrey Saman           | Belgique    | ?                 | 22/12/1977        | 2001-2002  | 7 (0)             | 0    | 1      | 0      |
| Abdoulaye Sekou Sampil  | France      | Attaquant         | 9/12/1984         | 2009-2011  | 32 (0)            | 7    | 2      | 0      |
| Christian Santos        | Venezuela   | Milieu de terrain | 24/03/1988        | 2013-2014  | 2 (1)             | 0    | 0      | 0      |
| Emmanuel Sarki          | Haïti       | Milieu de terrain | 26/12/1987        | 2011-2012  | 10 (0)            | 0    | 1      | 0      |
| Ebrahima Sawaneh        | Gambie      | Attaquant         | 7/09/1986         | 2014-2016  | 35 (34)           | 2    | 4      | 0      |
| Johan Scholiers         | Belgique    | Milieu de terrain | 6/07/1971         | 2001-2002  | 28 (0)            | 4    | 3      | 0      |
| Siebe Schrijvers        | Belgique    | Attaquant         | 18/07/1996        | 2016       | 36 (34)           | 9    | 9      | 0      |
| Jur Schryvers           | Belgique    | Défenseur         | 11/03/1997        | 2017-...   | 21 (21)           | 0    | 3      | 0      |
| Ronnie Schwartz         | Danemark    | Attaquant         | 29/08/1989        | 2016-2017  | 14 (12)           | 1    | 2      | 0      |
| Ibrahima Seck           | Sénégal     | Milieu de terrain | 10/08/1989        | 2016-2017  | 60 (55)           | 7    | 10     | 3      |
| Werry Sels              | Belgique    | Milieu de terrain | 19/02/1974        | 2006-2007  | 33 (0)            | 5    | 4      | 0      |
| Michaël Séoudi          | France      | Milieu de terrain | 13/10/1986        | 2011-2013  | 29 (0)            | 14   | 5      | 0      |
| Semih Osman Serbest     | Belgique    | Défenseur         | 25/04/1982        | 2006-2010  | 85 (0)            | 2    | 6      | 1      |
| Sulaiman Abimbola Shabi | Nigeria     | Attaquant         | 13/07/1989        | 2009       | 0 (0)             | 0    | 0      | 0      |
| Gal Shish               | Israël      | Défenseur         | 28/01/1989        | 2012-2013  | 0 (0)             | 0    | 0      | 0      |
| Bas Sibum               | Pays-Bas    | Milieu de terrain | 26/12/1982        | 2012-2014  | 28 (28)           | 0    | 6      | 2      |
| Mike Silva-Valdebenito  | Belgique    | Milieu de terrain | 5/09/1988         | 2011-2013  | 21 (0)            | 1    | 0      | 0      |
| Ward Smekens            | Belgique    | Gardien de but    | 30/03/1992        | 2007-2008  | 1 (0)             | 0    | 0      | 0      |
| Jimmy Smet              | Belgique    | Défenseur         | 31/10/1977        | 2006-2007  | 26 (0)            | 0    | 12     | 0      |
| Kristof Snelders        | Belgique    | Attaquant         | 5/09/1982         | 2010-2012  | 52 (3)            | 15   | 8      | 0      |
| Wesley Sonck            | Belgique    | Attaquant         | 9/08/1978         | 2012-2013  | 0 (0)             | 0    | 0      | 0      |
| Hugo Sousa              | Portugal    | Défenseur         | 4/06/1992         | 2014-2016  | 25 (24)           | 1    | 4      | 0      |
| Bonifer Spillemaeckers  | Belgique    | ?                 | 1/10/1985         | 2005-2006  | 2 (0)             | 0    | 0      | 0      |
| Steve Stas              | Belgique    | ?                 | 4/07/1977         | 2005-2006  | 21 (0)            | 1    | 6      | 1      |
| Milan Stavrić           | Serbie      | Attaquant         | 21/05/1987        | 2008-2009  | 8 (0)             | 2    | 0      | 0      |
| Kenny Steppe            | Belgique    | Gardien de but    | 14/11/1988        | 2013-2015  | 19 (18)           | 0    | 1      | 0      |
| René Sterckx            | Belgique    | Milieu de terrain | 18/01/1991        | 2013-2014  | 14 (14)           | 1    | 0      | 0      |
| Matheus Storck          | Italie      | Milieu de terrain | 8/02/1999         | 2017       | 0 (0)             | 0    | 0      | 0      |
| Davy Stuer              | Belgique    | ?                 | 22/09/1978        | 2000-2001  | 0 (0)             | 0    | 0      | 0      |
| Din Sula                | Belgique    | Attaquant         | 2/03/1988         | 2018-...   | 0 (0)             | 0    | 0      | 0      |
| Anthony Swolfs          | Belgique    | Gardien de but    | 25/11/1997        | 2018-...   | 0 (0)             | 0    | 0      | 0      |

## T
| Joueur             | Nationalité | Position  | Date de naissance | Période(s)           | Matches (dont D1) | Buts | Jaunes | Rouges |
| ------------------ | ----------- | --------- | ----------------- | -------------------- | ----------------- | ---- | ------ | ------ |
| Nicholas Tamsin    | Belgique    | Défenseur | 10/12/1989        | 2011-2012            | 1 (0)             | 0    | 0      | 0      |
| Isaac Kiese Thelin | Suède       | Attaquant | 24/06/1992        | 2017-2018            | 36 (33)           | 19   | 1      | 1      |
| Oscar Threlkeld    | Angleterre  | Défenseur | 15/02/1994        | 2018-...             | 0 (0)             | 0    | 0      | 0      |
| Julien Tournut     | France      | Défenseur | 2/07/1982         | 2007-2009, 2010-2011 | 64 (0)            | 3    | 16     | 4      |
| Ivan Tričkovski    | Macédoine   | Attaquant | 18/04/1987        | 2013-2014            | 33 (33)           | 5    | 3      | 0      |

## V
| Joueur                  | Nationalité | Position          | Date de naissance | Période(s)           | Matches (dont D1) | Buts | Jaunes | Rouges |
| ----------------------- | ----------- | ----------------- | ----------------- | -------------------- | ----------------- | ---- | ------ | ------ |
| Regi Van Acker          | Belgique    | ?                 | 25/04/1955        | ?                    | 0 (0)             | 0    | 0      | 0      |
| Ben Van Bael            | Belgique    | Gardien de but    | 5/03/1983         | 2004-2005            | 1 (0)             | 0    | 0      | 0      |
| Jan Van Damme           | Belgique    | ?                 | 23/03/1977        | 2001-2005            | 46 (0)            | 0    | 5      | 0      |
| Joachim Van Damme       | Belgique    | Milieu de terrain | 23/07/1991        | 2010-2012, 2017-2018 | 71 (9)            | 9    | 19     | 2      |
| Nicholas Van Damme      | Belgique    | ?                 | 28/02/1982        | 2001-2003            | 2 (0)             | 0    | 0      | 0      |
| Thomas Van De Perre     | Belgique    | ?                 | 15/11/1981        | 2002-2004            | 22 (0)            | 1    | 2      | 0      |
| Joachim Van Den Bergh   | Belgique    | ?                 | 5/09/1983         | 2001-2002            | 0 (0)             | 0    | 0      | 0      |
| Roeland Van Den Bergh   | Belgique    | ?                 | 5/03/1973         | 2001-2002            | 27 (0)            | 3    | 5      | 0      |
| Jürgen Van Den Bossche  | Belgique    | ?                 | 16/07/1979        | 2004-2006            | 54 (0)            | 3    | 12     | 1      |
| Nico Van Den Bossche    | Belgique    | ?                 | 4/11/1982         | 2001-2002            | 7 (0)             | 2    | 0      | 0      |
| Sammy Van Den Bossche   | Belgique    | Attaquant         | 5/05/1977         | 2004-2005            | 13 (0)            | 0    | 2      | 0      |
| Arne Van Den Eynde      | Belgique    | Milieu de terrain | 25/07/1995        | 2013-2015            | 0 (0)             | 0    | 0      | 0      |
| Ward Van Den Oudenhoven | Belgique    | Milieu de terrain | 29/08/1987        | 2007-2009            | 2 (0)             | 0    | 0      | 0      |
| Jürgen Van Den Steen    | Belgique    | ?                 | 26/08/1971        | 2000-2003            | 82 (0)            | 0    | 1      | 0      |
| Senne Van Dooren        | Belgique    | Défenseur         | 16/05/1997        | 2015-2017            | 0 (0)             | 0    | 0      | 0      |
| Wannes Van Dooren       | Belgique    | Gardien de but    | 19/04/1994        | 2011-2012            | 0 (0)             | 0    | 0      | 0      |
| Michaël Van Geele       | Belgique    | Milieu de terrain | 1/08/1986         | 2007-2010            | 102 (0)           | 9    | 10     | 1      |
| Kevin Van Geem          | Belgique    | Attaquant         | 9/07/1977         | 2007-2010            | 53 (0)            | 5    | 7      | 0      |
| Nick Van Goethem        | Belgique    | Défenseur         | 21/01/1985        | 2005-2006            | 0 (0)             | 0    | 0      | 0      |
| Yves Van Hauter         | Belgique    | ?                 | 12/09/1970        | 2000-2002            | 46 (0)            | 0    | 9      | 0      |
| Roel Van Hemert         | Pays-Bas    | Milieu de terrain | 21/11/1984        | 2012-2013            | 0 (0)             | 0    | 0      | 0      |
| Michael Van Hoey        | Belgique    | Défenseur         | 8/09/1982         | 2007-2012            | 126 (0)           | 2    | 9      | 1      |
| Christian Van Hoeylandt | Belgique    | Milieu de terrain | 30/11/1981        | 2005-2007            | 15 (0)            | 2    | 1      | 0      |
| Geert Van Hoyweghen     | Belgique    | Milieu de terrain | 9/11/1984         | 2003-2005            | 2 (0)             | 0    | 0      | 0      |
| Matti Van Minnebruggen  | Belgique    | Milieu de terrain | 11/09/1990        | 2010-2012            | 11 (0)            | 0    | 1      | 0      |
| Hervé Van Overtvelt     | Belgique    | Milieu de terrain | 22/10/1971        | 1999-2004            | 130 (0)           | 31   | 8      | 2      |
| Erwin Van Puyvelde      | Belgique    | ?                 | 3/09/1979         | 2000-2003            | 27 (0)            | 5    | 3      | 0      |
| Gilles van Remoortere   | Belgique    | Milieu de terrain | 8/11/1996         | 2016-2017            | 1 (1)             | 0    | 0      | 0      |
| Stefan Van Riel         | Belgique    | Défenseur         | 29/12/1970        | 2002-2005            | 68 (0)            | 1    | 13     | 0      |
| Kenneth Van Uytfange    | Belgique    | ?                 | 20/09/1989        | 2007-2008            | 1 (0)             | 0    | 0      | 0      |
| Jerry Vandam            | France      | Défenseur         | 8/12/1988         | 2015                 | 6 (6)             | 0    | 1      | 0      |
| David Vandecauter       | Belgique    | Milieu de terrain | 29/08/1981        | 2005-2007            | 64 (0)            | 1    | 8      | 1      |
| Floriano Vanzo          | Belgique    | Attaquant         | 28/04/1994        | 2015-...             | 62 (59)           | 4    | 9      | 1      |
| Guy Veldeman            | Belgique    | Défenseur         | 14/12/1978        | 2006-2011            | 80 (0)            | 2    | 16     | 0      |
| Apóstolos Véllios       | Grèce       | Attaquant         | 8/01/1992         | 2018-...             | 0 (0)             | 0    | 0      | 0      |
| Spencer Verbiest        | Belgique    | Défenseur         | 6/02/1984         | 2010-2012            | 50 (0)            | 0    | 11     | 0      |
| Niels Verburgh          | Belgique    | Défenseur         | 31/01/1998        | 2018                 | 9 (9)             | 0    | 1      | 0      |
| Sébastien Vercammen     | Belgique    | ?                 | 30/03/1982        | 2001-2003            | 5 (0)             | 0    | 0      | 0      |
| Kenny Verhoene          | Belgique    | Défenseur         | 15/04/1973        | 2003-2004            | 15 (0)            | 2    | 2      | 0      |
| Vincenzo Verhoeven      | Belgique    | Attaquant         | 16/01/1987        | 2011-2012            | 1 (0)             | 0    | 1      | 0      |
| Dimitri Verhulst        | Belgique    | Gardien de but    | 9/06/1983         | 2007-2010            | 87 (0)            | 0    | 4      | 1      |
| Tom Vermeire            | Belgique    | Milieu de terrain | 14/05/1995        | 2015-2017            | 1 (1)             | 0    | 0      | 0      |
| Jorn Vermeulen          | Belgique    | Défenseur         | 16/04/1987        | 2013-2015            | 19 (19)           | 0    | 3      | 0      |
| Sam Vermeylen           | Belgique    | Gardien de but    | 6/11/1990         | 2009-2013            | 8 (0)             | 0    | 0      | 0      |
| Glenn Vermincksel       | Belgique    | ?                 | 12/07/1976        | 2000-2001            | 9 (0)             | 0    | 0      | 0      |
| Peter Versonnen         | Belgique    | ?                 | 21/10/1981        | 2001-2002            | 0 (0)             | 0    | 0      | 0      |
| Louis Verstraete        | Belgique    | Milieu de terrain | 4/05/1999         | 2018-...             | 11 (11)           | 1    | 1      | 0      |
| Steven Verstraeten      | Belgique    | ?                 | 19/09/1982        | 2001-2002            | 1 (0)             | 0    | 0      | 0      |
| Pieter Vervaet          | Belgique    | Attaquant         | 29/01/1992        | 2010-2011            | 9 (0)             | 0    | 0      | 0      |
| Aaron Verwilligen       | Belgique    | Milieu de terrain | 26/12/1993        | 2010-2012            | 3 (0)             | 0    | 0      | 0      |
| Dalibor Veselinović     | Serbie      | Attaquant         | 21/09/1987        | 2013-2014            | 28 (28)           | 10   | 3      | 0      |
| Kris Vincken            | Belgique    | Défenseur         | 4/11/1977         | 2004-2007            | 58 (0)            | 0    | 7      | 1      |
| Jelle Vlaeminck         | Belgique    | ?                 | 2/03/1984         | 2004-2005            | 1 (0)             | 0    | 0      | 0      |
| Aleksandar Vukotić      | Serbie      | Défenseur         | 22/07/1995        | 2018-...             | 0 (0)             | 0    | 0      | 0      |
| Ante Vukušić            | Croatie     | Attaquant         | 4/06/1991         | 2014-2015            | 16 (15)           | 3    | 2      | 0      |

## W
| Joueur          | Nationalité | Position          | Date de naissance | Période(s) | Matches (dont D1) | Buts | Jaunes | Rouges |
| --------------- | ----------- | ----------------- | ----------------- | ---------- | ----------------- | ---- | ------ | ------ |
| Wim Walschaerts | Belgique    | Milieu de terrain | 5/11/1972         | 2003-2005  | 50 (0)            | 1    | 6      | 0      |
| Bart Weyen      | Belgique    | Attaquant         | 7/03/1986         | 2009-2010  | 0 (0)             | 0    | 0      | 0      |
| Frank Wiafe     | Pays-Bas    | Milieu de terrain | 4/10/1989         | 2010-2011  | 2 (0)             | 0    | 0      | 0      |
| Jonathan Wilmet | Belgique    | Attaquant         | 7/01/1986         | 2015       | 11 (11)           | 0    | 2      | 0      |
| Alan Wolfaert   | Belgique    | Gardien de but    | 15/02/1986        | 2006-2007  | 2 (0)             | 0    | 0      | 0      |

## Y
| Joueur       | Nationalité | Position | Date de naissance | Période(s) | Matches (dont D1) | Buts | Jaunes | Rouges |
| ------------ | ----------- | -------- | ----------------- | ---------- | ----------------- | ---- | ------ | ------ |
| Davy Ysewijn | Belgique    | ?        | 24/01/1981        | 2000-2001  | 0 (0)             | 0    | 0      | 0      |

## Z
| Joueur           | Nationalité | Position          | Date de naissance | Période(s) | Matches (dont D1) | Buts | Jaunes | Rouges |
| ---------------- | ----------- | ----------------- | ----------------- | ---------- | ----------------- | ---- | ------ | ------ |
| Soufiane Zahriou | Belgique    | Milieu de terrain | 6/03/1989         | 2008-2009  | 2 (0)             | 0    | 0      | 0      |
| Francis Zé       | Cameroun    | Défenseur         | 15/01/1982        | 2006-2007  | 11 (0)            | 0    | 3      | 0      |
| Franco Zennaro   | Belgique    | Milieu de terrain | 1/04/1993         | 2012-2013  | 0 (0)             | 0    | 0      | 0      |